# Nikola Nestorović
Nikola Nestorović (en serbe cyrillique : Никола Несторовић ; né le 15 avril 1858 à Požarevac et mort le 18 février 1957 à Belgrade) était un architecte serbe. Son œuvre est caractéristique de la tradition architecturale de l'éclectisme, qui mêle les influences de divers styles architecturaux de toute époque.

## Œuvres
Parmi ses réalisations les plus connues figurent le bâtiment du musée national de Serbie (1903), en collaboration avec Andra Stevanović,, le bâtiment de la Coopérative de Belgrade (1905-1907), elle aussi construite en collaboration avec Andra Stevanović,. l'hôtel Bristol de Belgrade, construit entre 1910 et 1912, caractéristique de l'Art nouveau, est considéré comme l'une de ses réalisations les plus abouties. On lui doit le bâtiment du ministère de la Forêt et des mines et du ministère de l'Agriculture et de la Gestion de l'eau, construit en 1923 en collaboration avec Dragiša Brašovan, et qui abrite aujourd'hui le ministère des Affaires étrangères, ou encore le bâtiment de la faculté technique de Belgrade, construit entre 1925 et 1931 en collaboration avec Branko Tanazević, aujourd'hui classé.

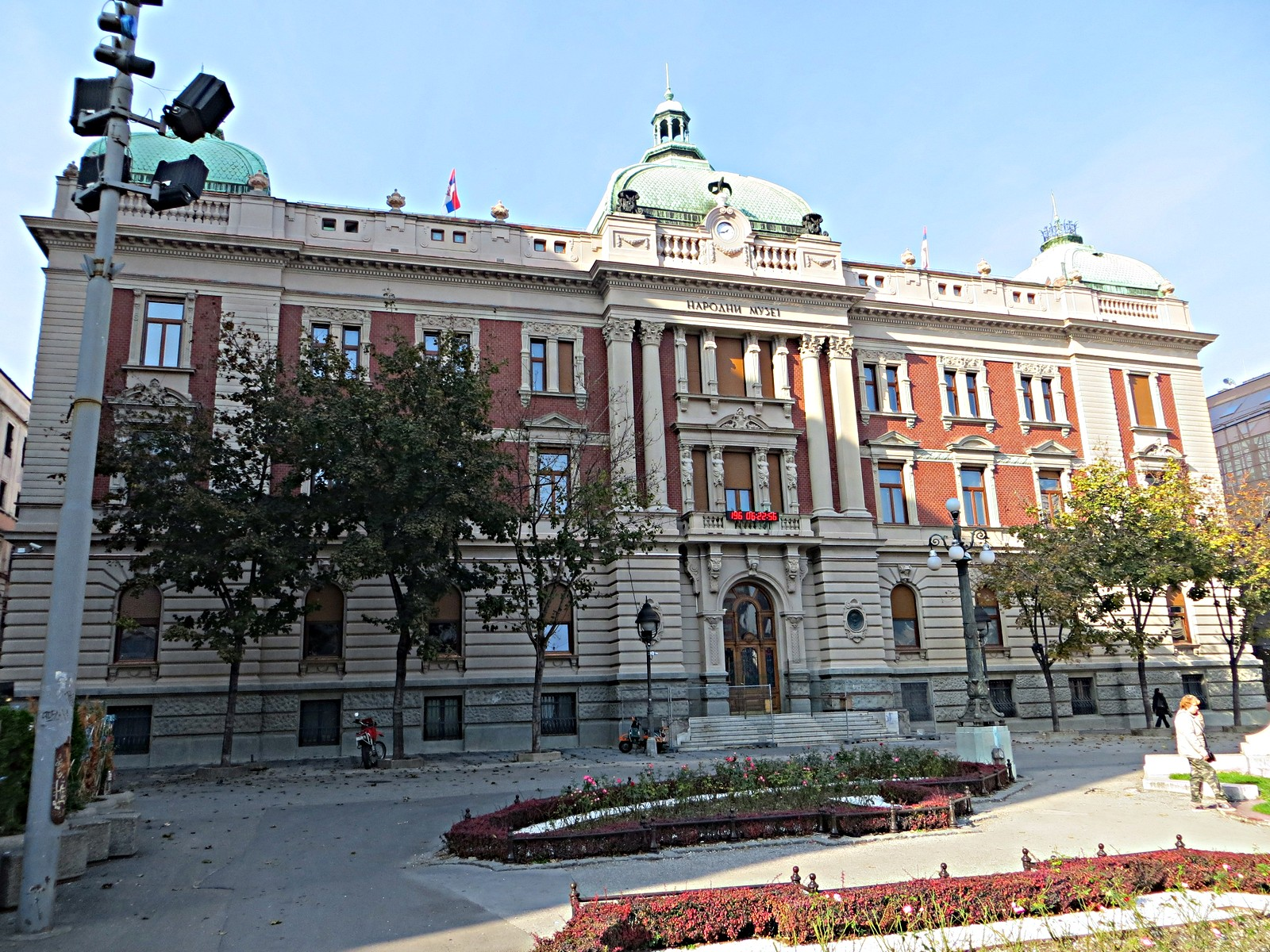
Le musée national de Serbie
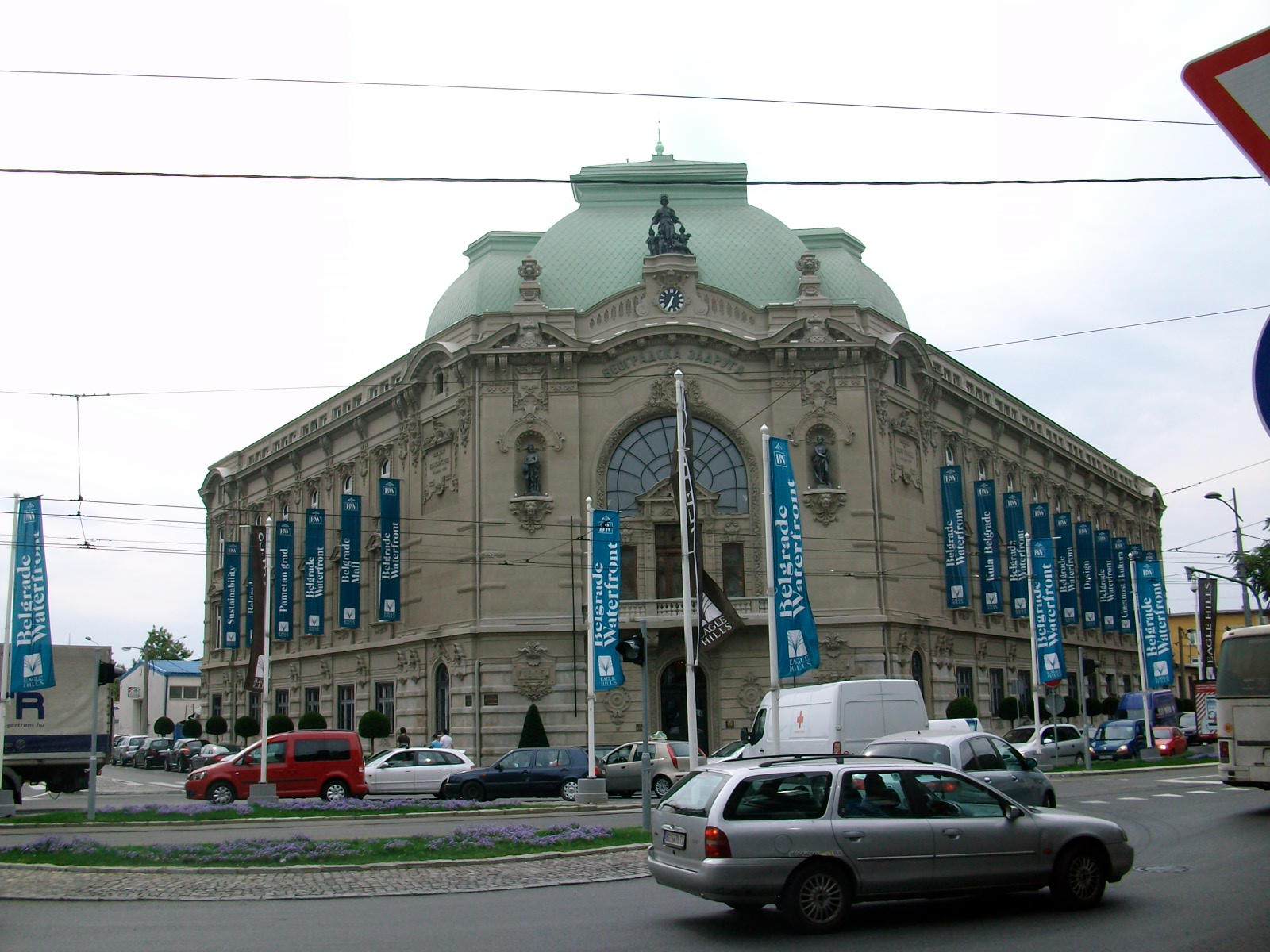
La coopérative de Belgrade
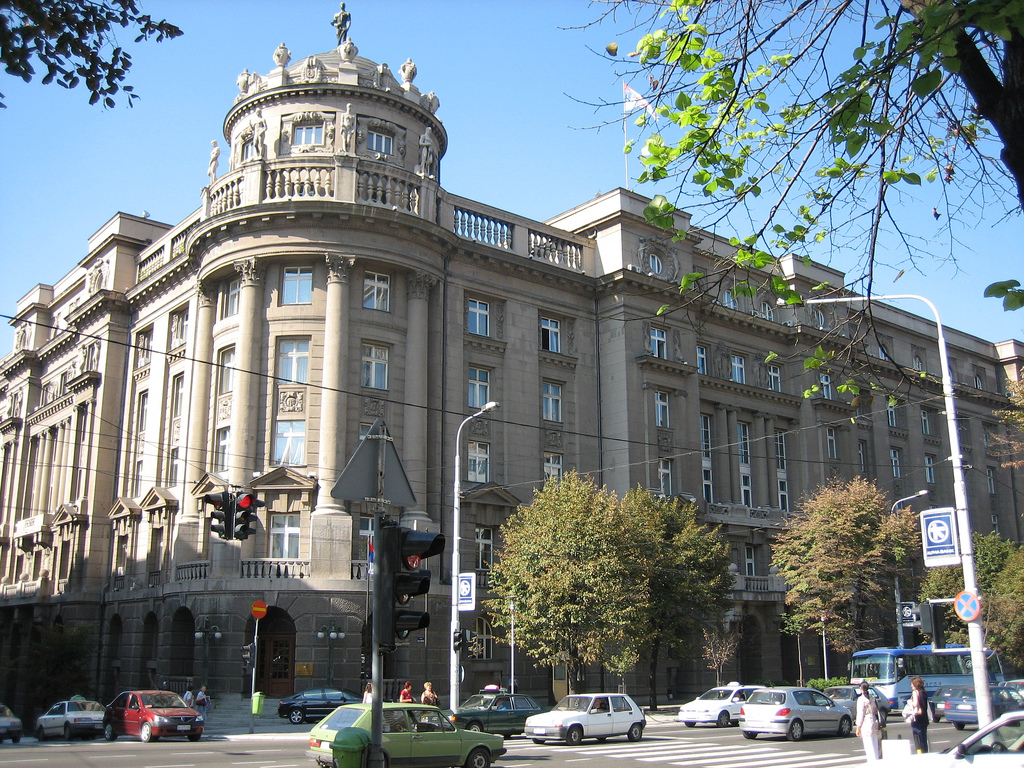
Le bâtiment du ministère de la Forêt et des mines et du ministère de l'Agriculture et de la Gestion de l'eau
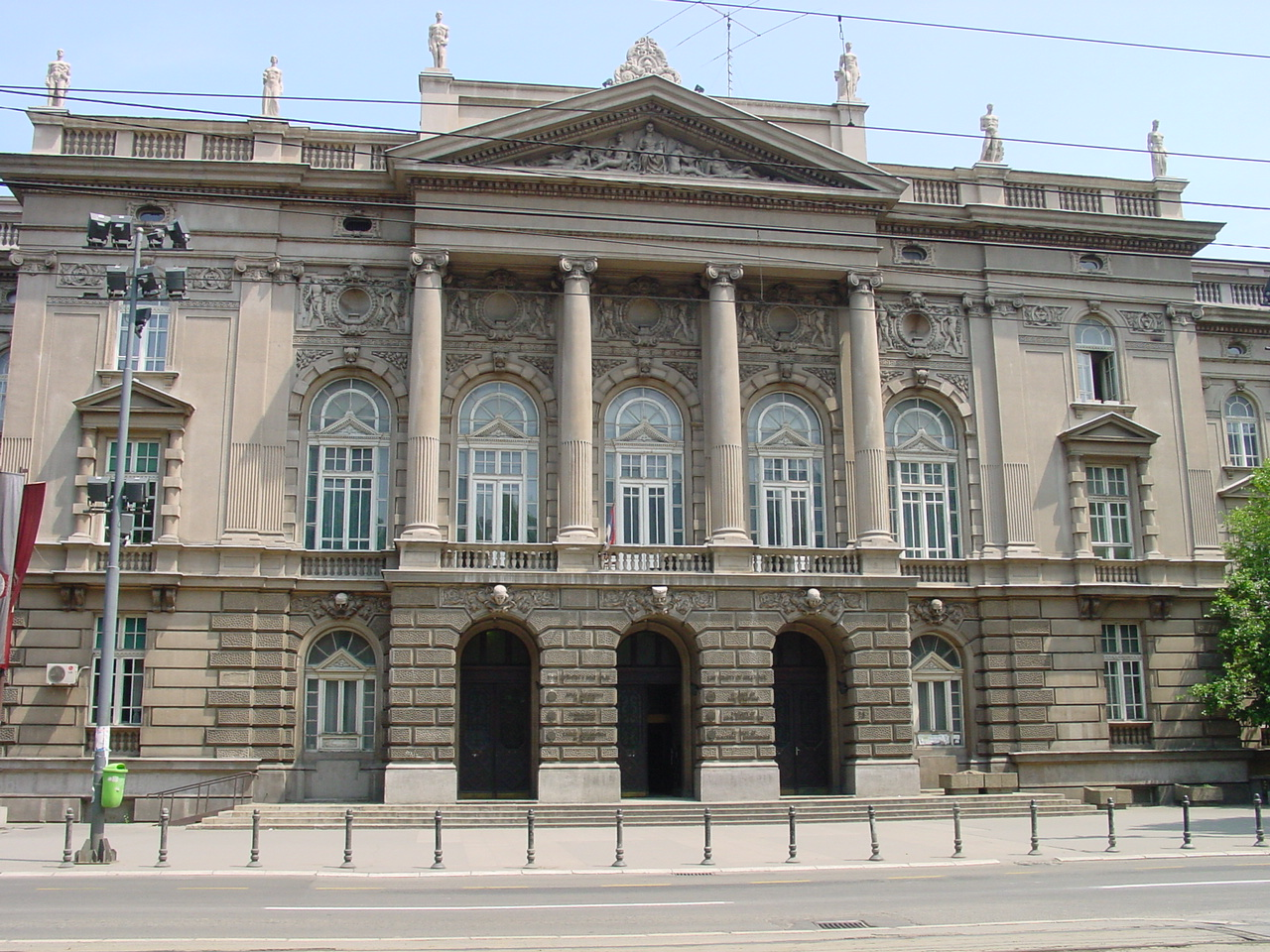
Le bâtiment de la faculté technique de Belgrade, 1925-1931

Nikola Nestorović a également construit sa propre maison à Belgrade ; elle est située 40 rue Kneza Miloša et inscrite sur la liste des biens culturels de la ville de Belgrade.
Hors de Belgrade, en 1900, Nestorović a dessiné le projet du bâtiment de l'administration du district à Kruševac(identifiant no SK 394) ; cet édifice est considéré comme un monument culturel de grande importance,. Il a conçu le bâtiment du tribunal de district à Kragujevac, construit entre 1902 et 1904, dans un style éclectique ; ce bâtiment est inscrit sur la liste des monuments culturels d'importance exceptionnelle de la république de Serbie (identifiant no SK 271).

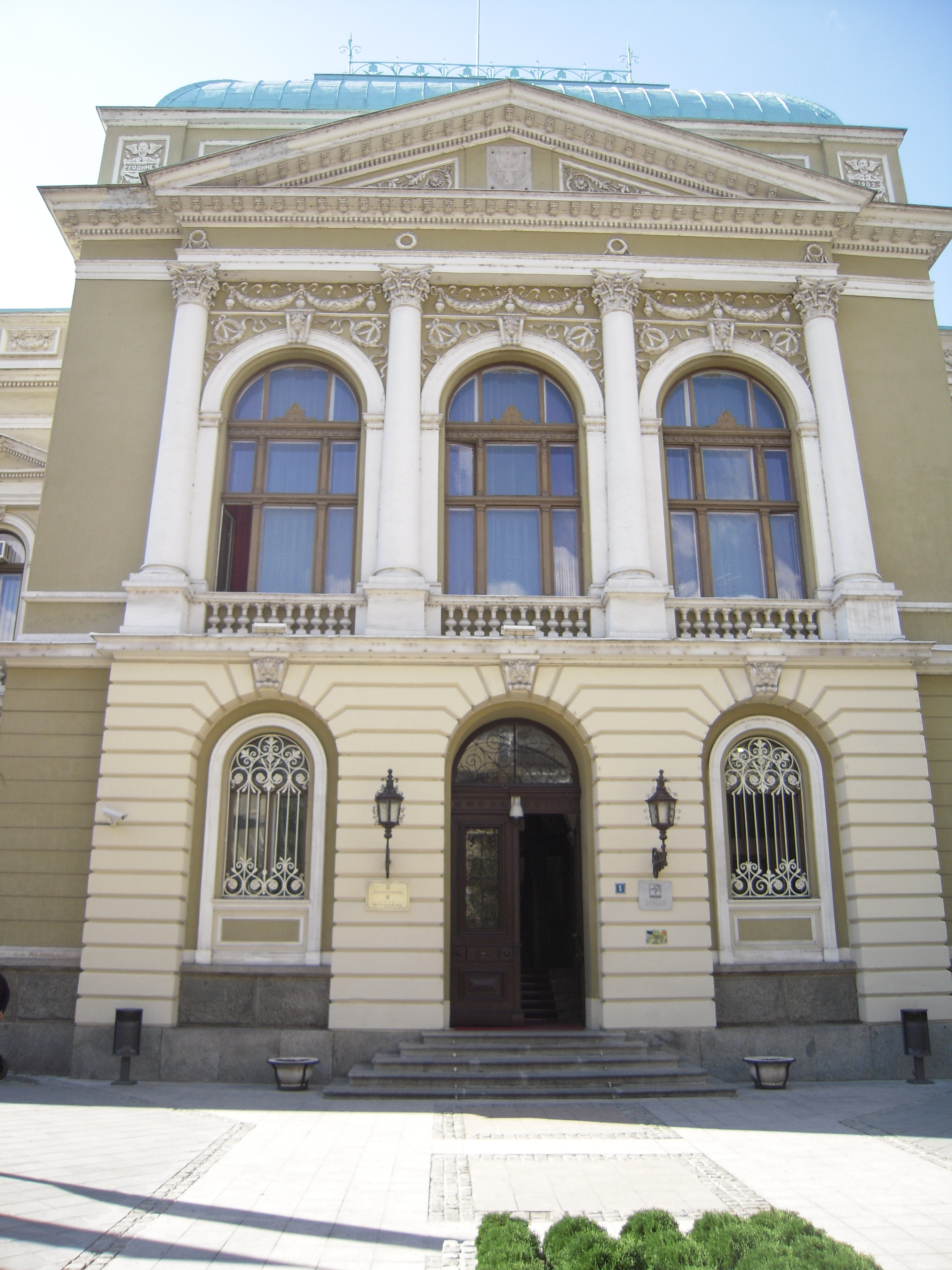
Le bâtiment de l'administration du district à Kruševac.
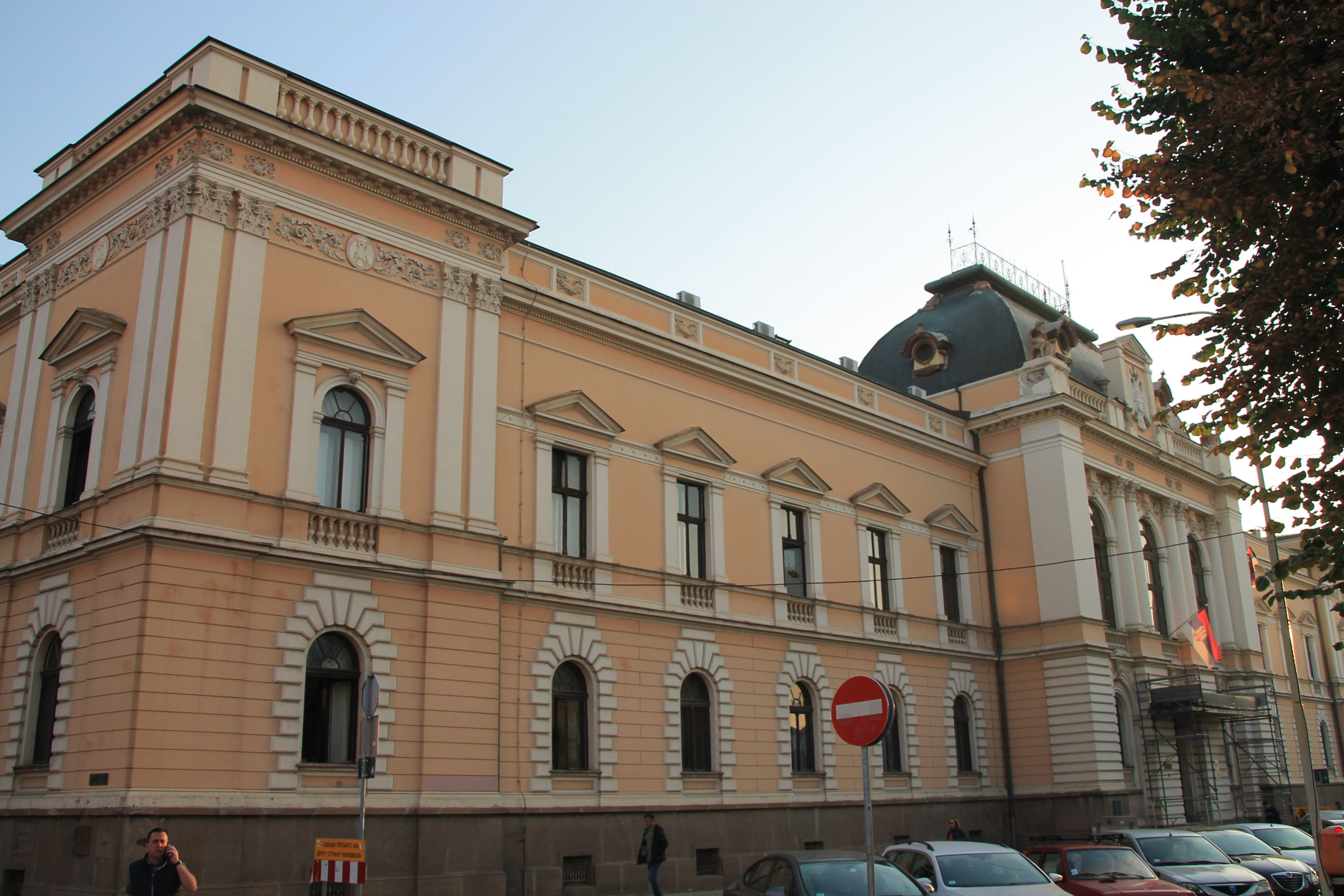
Le bâtiment du tribunal de district à Kragujevac.